# Borgata Vittoria
Borgata Vittoria, nota perlopiù come Borgo Vittoria (Borgh Tòja in piemontese), è un quartiere della Circoscrizione 5 di Torino, ubicato nell'area settentrionale della città.
La borgata è delimitata:
- a nord dall'area fluviale Basse di Stura e dallo stesso torrente Stura di Lanzo (confine con il quartiere Villaretto)
- a est dal tratto nord del passante ferroviario di Torino (confine con il quartiere Rebaudengo) e corso Venezia (confine con il quartiere Barriera di Milano)
- a sud da corso Mortara, a ridosso della Dora Riparia (confine con il quartiere San Donato)
- a ovest dalle vie Orvieto, Casteldelfino, Giuseppe Vaninetti ed Enrico Fermi (confine con il quartiere Madonna di Campagna)

Borgo Vittoria confina dunque con i quartieri Villaretto e Falchera (oltre la Stura di Lanzo, lato nord), Rebaudengo e Barriera di Milano (lato est), San Donato (lato sud) e Madonna di Campagna (lato ovest).
Le descrizioni che seguono sono redatte in funzione dei confini appena descritti, comunemente riconosciuti. Si tenga però presente che esistono ulteriori valutazioni, in particolare quella del Politecnico di Torino risalente al 2014, che delimitano altrimenti i confini della borgata, seguendo i quali andrebbero così esclusi alcuni elementi qui descritti e inclusi altri qui tralasciati.

## Storia

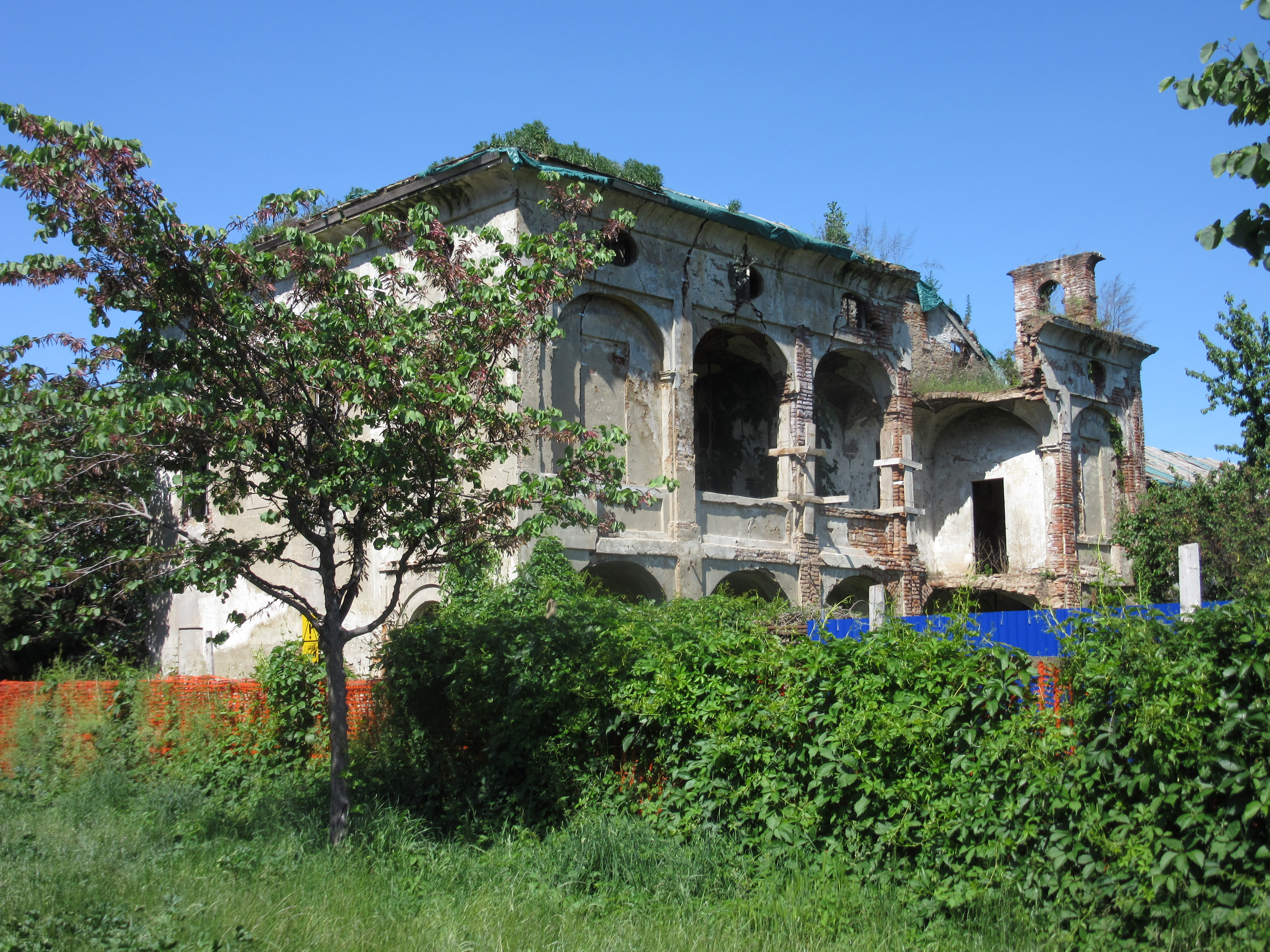
Cascina "La Fossata" (da via Randaccio) nel 2016, prima dei restauri

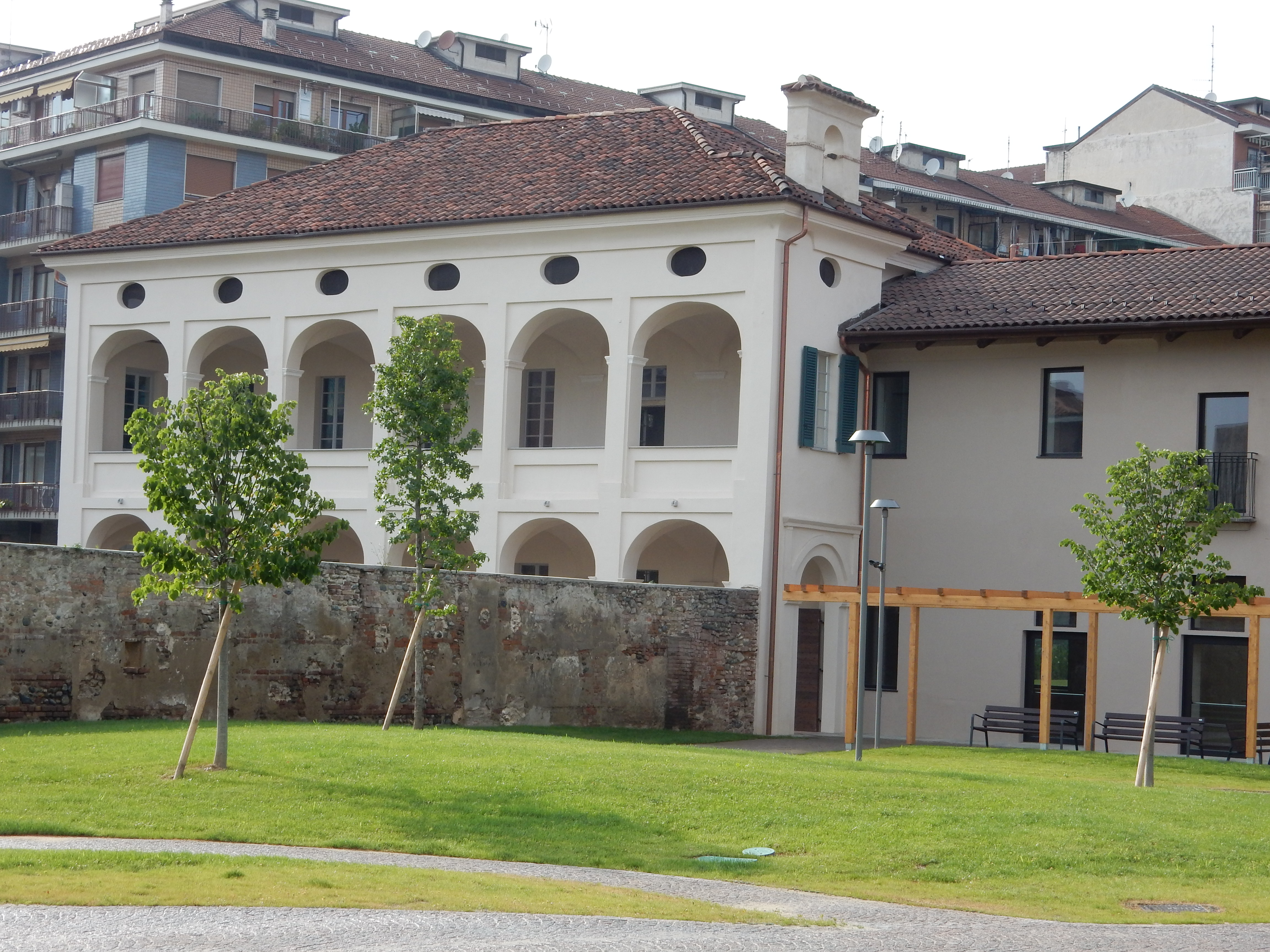
Cascina Fossata nel 2019, dopo i restauri

Anticamente, questo territorio fu sostanzialmente utilizzato per lo sfruttamento boschivo, agricolo e pastorizio.
 Soltanto a partire dal XVII secolo esso fu gradualmente occupato da costruzioni, modeste abitazioni rurali, ma anche grandi cascine: tra queste ultime va citata La Fossata, le cui importanti tracce (di particolare rilievo l'edificio padronale di fondazione seicentesca ed il muro di cinta) sono ancor oggi presenti tra la via omonima e via Randaccio e sottoposta a profonda ristrutturazione negli anni 2017-2019, dopo un lungo periodo di abbandono e decadenza.

### Origine del nome
Il nome della borgata rievoca la battaglia risolutiva dell'assedio di Torino, combattuta contro le truppe franco-spagnole il 7 settembre 1706 da parte delle truppe sabaude e austriache. 
Teatri principali della battaglia furono in realtà zone limitrofe o anche più distanti (ossia Madonna di Campagna e Lucento): quando però nel 1885, durante gli estesi scavi per erigere la chiesa della Salute, fu rinvenuto un certo numero di ossa umane, queste furono messe in relazione a quel preciso evento storico. Da quel momento la borgata Levi (così si chiamava all'inizio) prese ad essere chiamata "borgo Vittoria" ed alcune vie e piazze di quest'area furono perciò intitolate a situazioni, luoghi e personaggi che, ancora oggi, evocano quel lontano avvenimento:
- Via Vittoria, Piazza della Vittoria: il riferimento è all'esito della battaglia che determinò la sconfitta delle truppe del Re Sole
- via Vibò: celebra la figura di Michele Antonio Vibò, che fu arcivescovo di Torino durante l'assedio
- via Principe d'Anhalt: ricorda il prussiano Leopoldo I di Anhalt-Dessau, che si distinse anche nella battaglia di Torino, combattendo contro i Francesi
- via d'Allery: evoca indirettamente l'assedio del 1704-05 della rocca di Verrua Savoia, difesa in un primo momento dal conte Pietro de la Roche d'Allery, la cui tenace resistenza rallentò le truppe franco-spagnole, facendo guadagnare tempo prezioso a Torino che stava ultimando le sue fortificazioni; il d'Allery continuò poi il suo servizio durante l'assedio torinese, come Governatore della Cittadella
- via Daun: è dedicata all'austriaco Virico von Daun, che durante l'assedio ebbe da Vittorio Amedeo II la carica di comandante militare della piazza di Torino
- via conte di Roccavione : generale
- via Fontanella: si ricorda la religiosa Maria degli Angeli Fontanella
- via degli Approcci, via dei Fornelli, via delle Trincee, via del Ridotto: questi nomi ricordano le opere di fortificazione, difesa ed offesa che costellavano le campagne intorno alla città assediata (gli "approcci" erano dei camminamenti infossati realizzati a supporto delle linee fortificate mentre con "fornelli" s'intendono quelli relativi alle mine esplosive).

### Ottocento
Tra il 1850-1855, con la costruzione del primo tratto della ferrovia Torino-Milano, e il 1886, anno in cui fu realizzato il primo tratto (fino a Venaria Reale) della futura ferrovia Torino-Ceres, cominciarono a definirsi i confini della borgata. A ridosso della Torino-Ceres si sviluppò una borgata che, prima di assumere l'attuale nome di Borgata Tesso, diverrà nota come Barriera di Lanzo; il nome si deve al fatto che l'insediamento venne a trovarsi all'esterno della cinta daziaria eretta nel 1853, vicino al casello al quale si arrivava giungendo dalle valli di Lanzo Torinese. Tale posizione, in un'area esente dai dazi sulle merci in ingresso in città, favorì quindi il commercio e la nascita di abitazioni e botteghe a nord del quartiere stesso.
Sul finire del XIX secolo prese il via la rapida colonizzazione industriale del borgo, in particolare con la nascita dell'opificio tessile Galoppo, sulla cui area sorgerà poi la S.N.O.S (Società Nazionale Officine di Savigliano). 
Nel 1880 la famiglia Alfieri di Sostegno vendette alcuni lotti del territorio a David Emanuel Levi, che successivamente fonderà il Gruppo Finanziario Tessile di Torino; per un certo periodo quindi, la Borgata prese il nome Levi.
Un'ulteriore e importante crescita demografica, grazie anche alla nascita nel 1891 delle Ferriere (e relative fabbriche indotte) nel vicino quartiere Madonna di Campagna, si ebbe a cavallo del XIX e XX secolo, con il conseguente sviluppo di nuovi servizi rivolti ai borghigiani: ad esempio, nel 1895 fu posta la prima pietra della parrocchia territoriale, la monumentale chiesa e santuario di Nostra Signora della Salute, dedicata a Maria nelle vesti di protettrice della Patria e degli infermi, sede dell'omonima Opera di Carità.

### Epoca recente
Il boom demografico maggiore si registrò intorno agli anni Cinquanta, per proseguire fino alla metà anni Settanta del XX secolo, sulla scia della grande immigrazione interna che portò Torino a superare il milione di abitanti. Anche dopo l'inizio del calo demografico, oggi la popolazione del borgo rimane sostanzialmente stabile come numero di abitanti, grazie anche all'immigrazione extracomunitaria e non solo (per esempio, dalla Romania).

## Monumenti ed edifici

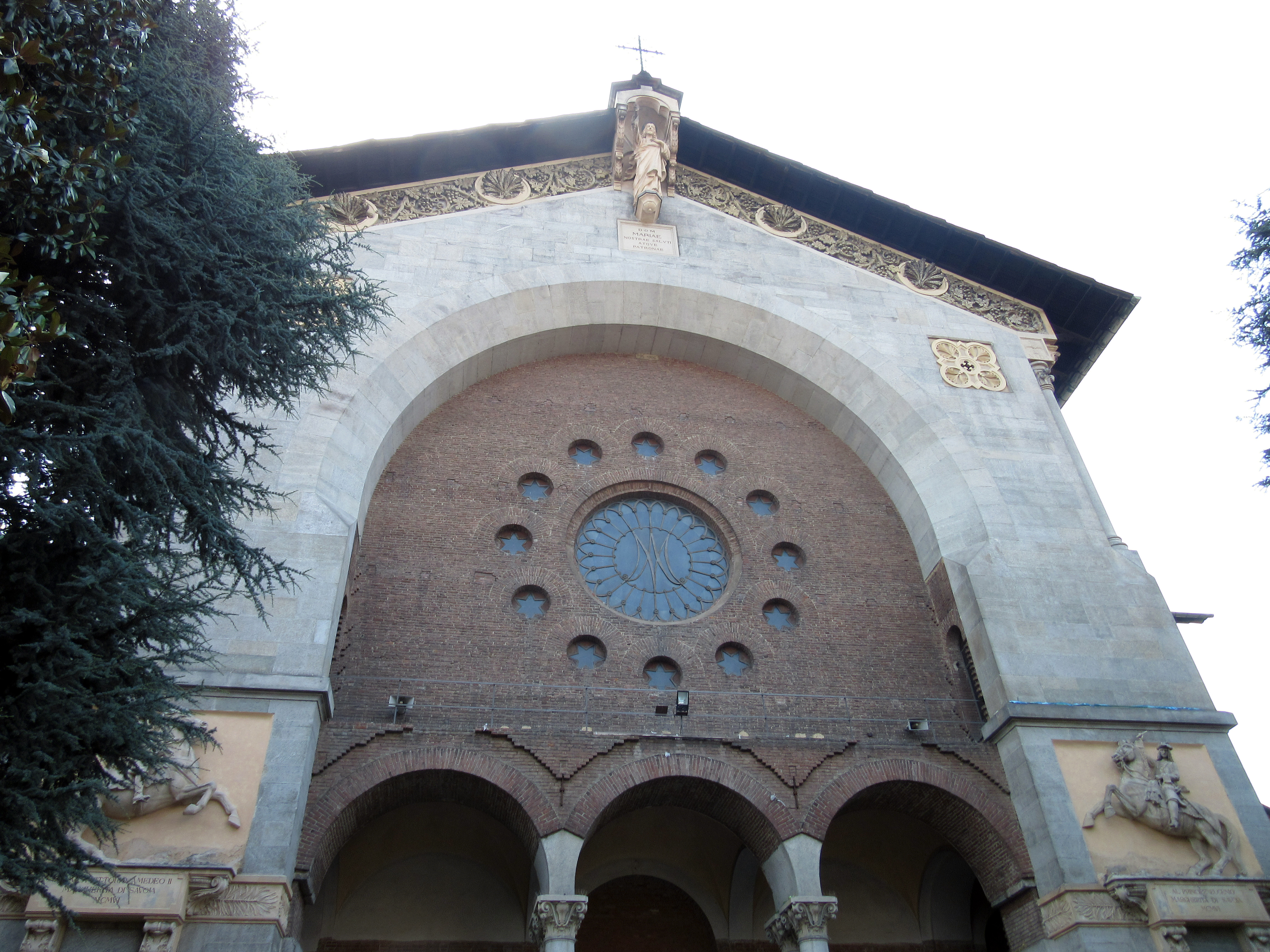
Torino, Chiesa della Salute, scorcio della facciata

### Chiesa e Santuario di Nostra Signora della Salute
Dedicata a Maria nelle vesti di protettrice della Patria e degli infermi, la Chiesa santuario di Nostra Signora della Salute è al contempo parrocchia e santuario. L'edificio neomedievale, ambiziosa opera eclettica di Giovanni Angelo Reycend, ospita le reliquie di san Leonardo Murialdo (1828-1900).
L'edificio conserva suggestioni e testimonianze relative all'assedio di Torino del 1706 e alla battaglia vittoriosa che in qualche misura, nel settembre di quell'anno, si svolse anche in questi luoghi: il santuario riveste dunque non solo un interesse artistico e religioso, ma ha acquisito anche le caratteristiche di memoria storica e documentaria.
- Sulla facciata del portico antistante l'ingresso della chiesa campeggiano due grandi statue, volute dalla Regina Margherita nel 1906, raffiguranti l'una Vittorio Amedeo II e l'altra il Principe Eugenio, protagonisti di quelle giornate memorabili che videro la disfatta delle truppe francesi
- All'interno, nella cripta ubicata nel transetto sinistro, si trova un ossario in vetro con i resti umani affiorati durante i lavori di costruzione della chiesa stessa: l'ossario è sorretto da quattro pilastrini in pietra con l'effige della Madonna e riportanti la data del 1706[11]
- Un altro pilastrino è visibile nel transetto sinistro, nei pressi dell'altare, collocato nel 1937 all'interno di una lapide celebrativa

### Cascina "La Fossata"
La cascina "La Fossata", di fondazione almeno seicentesca, è stata anch'essa testimone diretta dei fatti relativi all'assedio di Torino del 1706, essendo diventata in quell'occasione luogo di difesa e di stoccaggio per le truppe piemontesi.

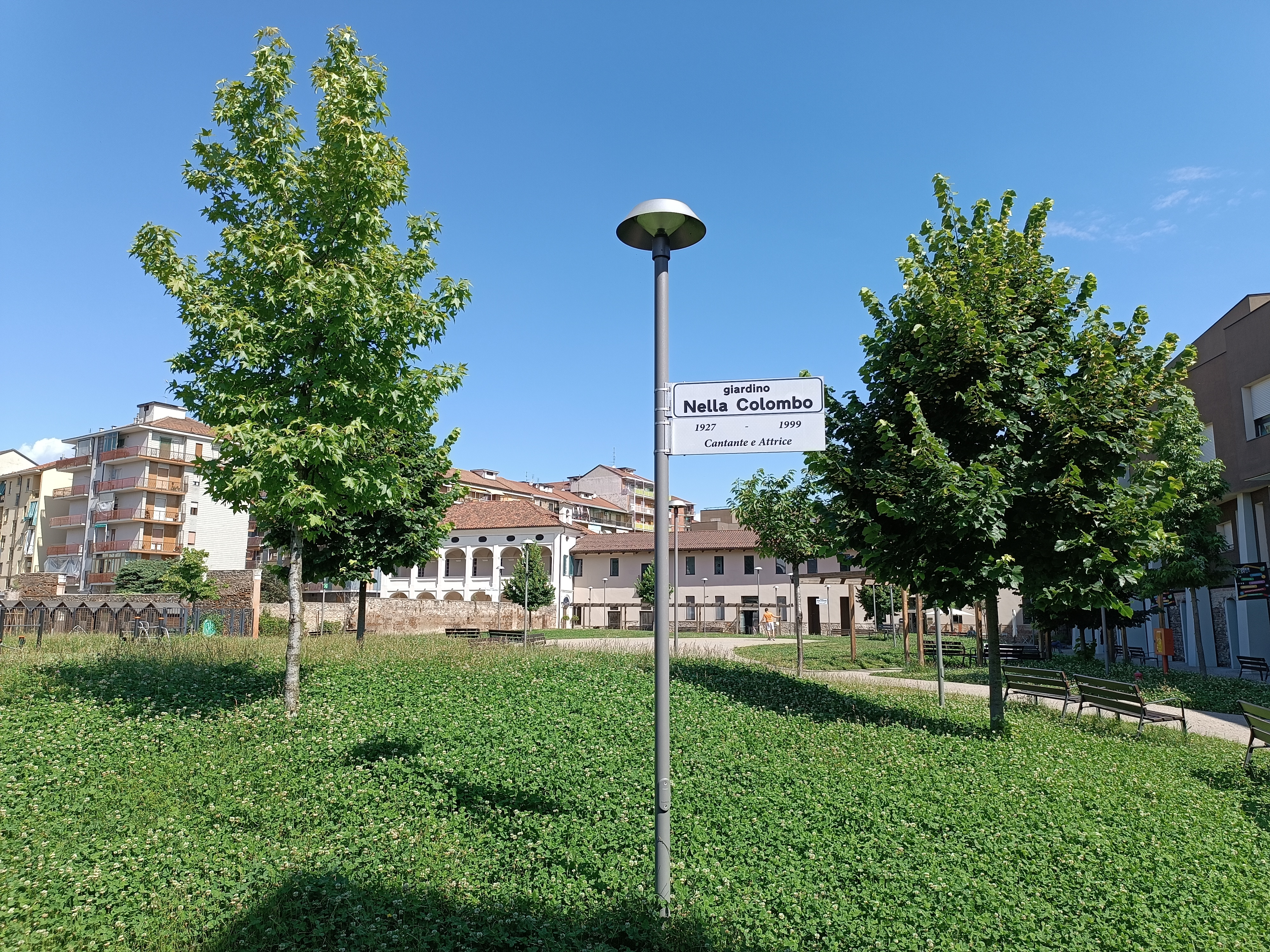
Giardino Nella Colombo, all'interno della Cascina Fossata

Tipo esempio di cascina "a corte chiusa", un tempo isolata nella campagna torinese e circondata da vasti terreni adibiti a colture e pascoli, ha subìto nei secoli alcune variazioni che, sebbene ottenute aggiungendo e trasformando edifici e spazi, non hanno stravolto l'impianto originale. Di grande impatto sono il "casino" padronale, di elegante fattura barocca, e la cinta muraria circostante, che dona al complesso l'aspetto di un luogo fortificato.
Nonostante vari cambi di proprietà, fino agli anni settanta del novecento la cascina ha proseguito la sua attività mantenendo la primitiva vocazione legata all'agricoltura e all'allevamento, sebbene un nuovo "assedio", quello della città in espansione, avesse nel frattempo divorato i terreni limitrofi, sostituendoli con strade e palazzi. 
Caduta in abbandono e progressiva rovina, nonostante compaia come location esterna nel film Torino nera di Carlo Lizzani con Bud Spencer , la cascina ha vissuto decenni di degrado profondo sino a far disperare per la sua sorte e sopravvivenza (anche perché, nel frattempo, altre cascine torinesi erano state sacrificate alla speculazione urbanistica e demolite).
Nel 2016 la proprietà è passata al Comune di Torino: le strutture storiche sono state salvate e restaurate e l'area (sul limitare della quale sono stati eretti nuovi edifici ed un supermercato) è stata destinata, come nelle intenzioni, ad attività ed accoglienza di interesse sociale.
A fine 2018 i lavori di ristrutturazione, lunghi e complessi, sono terminati e l'inaugurazione degli spazi pubblici e di accoglienza è stata fatta nella primavera-estate 2019.
L'area verde all'interno della Cascina è stata intitolata in data 13/10/2022 dal Sindaco di Torino alla cantante Nella Colombo, originaria di Borgo Vittoria.

### Altri edifici e luoghi d'interesse

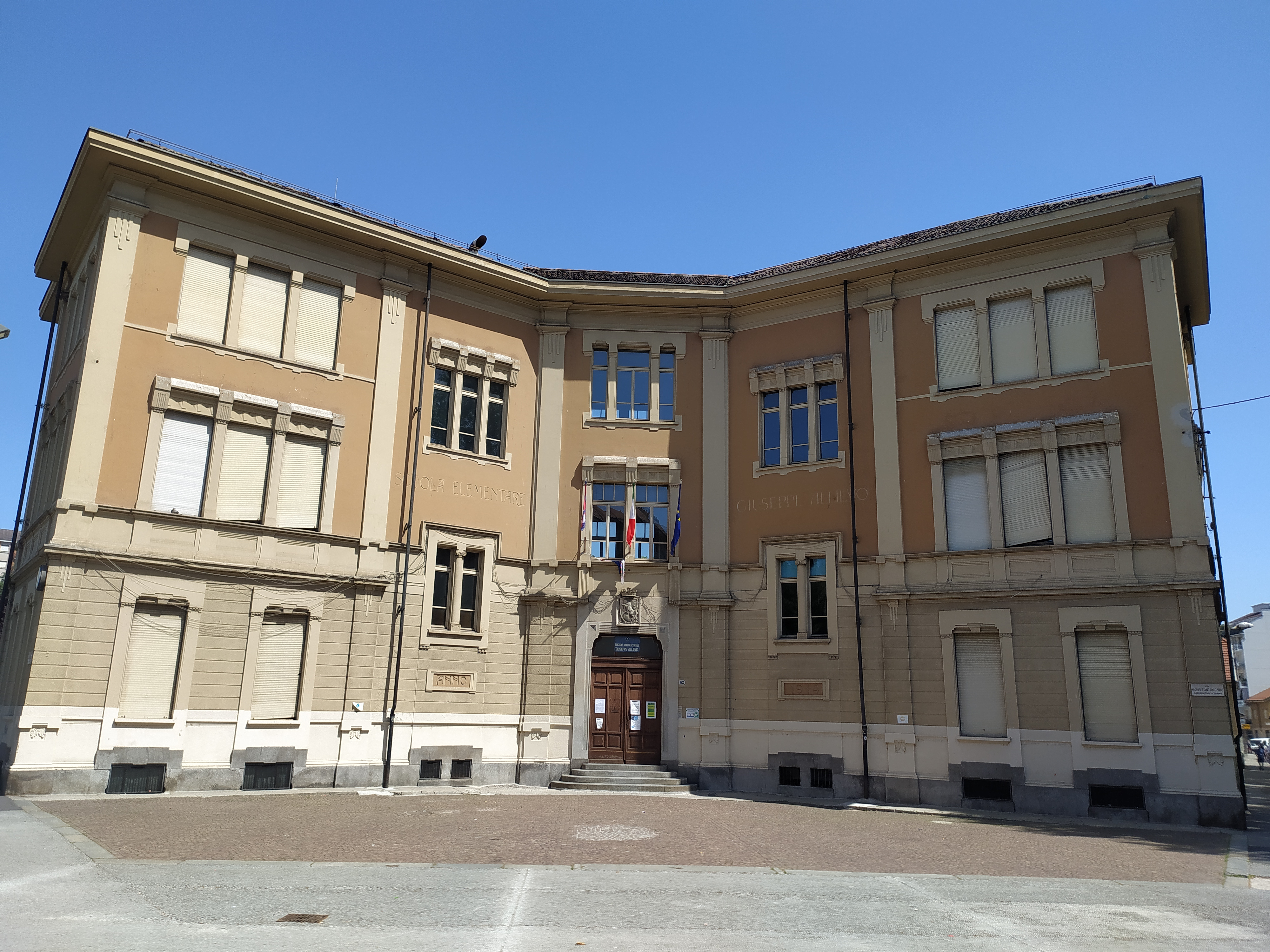
Facciata Scuola Giuseppe Allievo

- Scuola "Giuseppe Allievo" (via Vibò 62), grande edificio scolastico in stile Liberty risalente all'inizio del XX secolo[17]

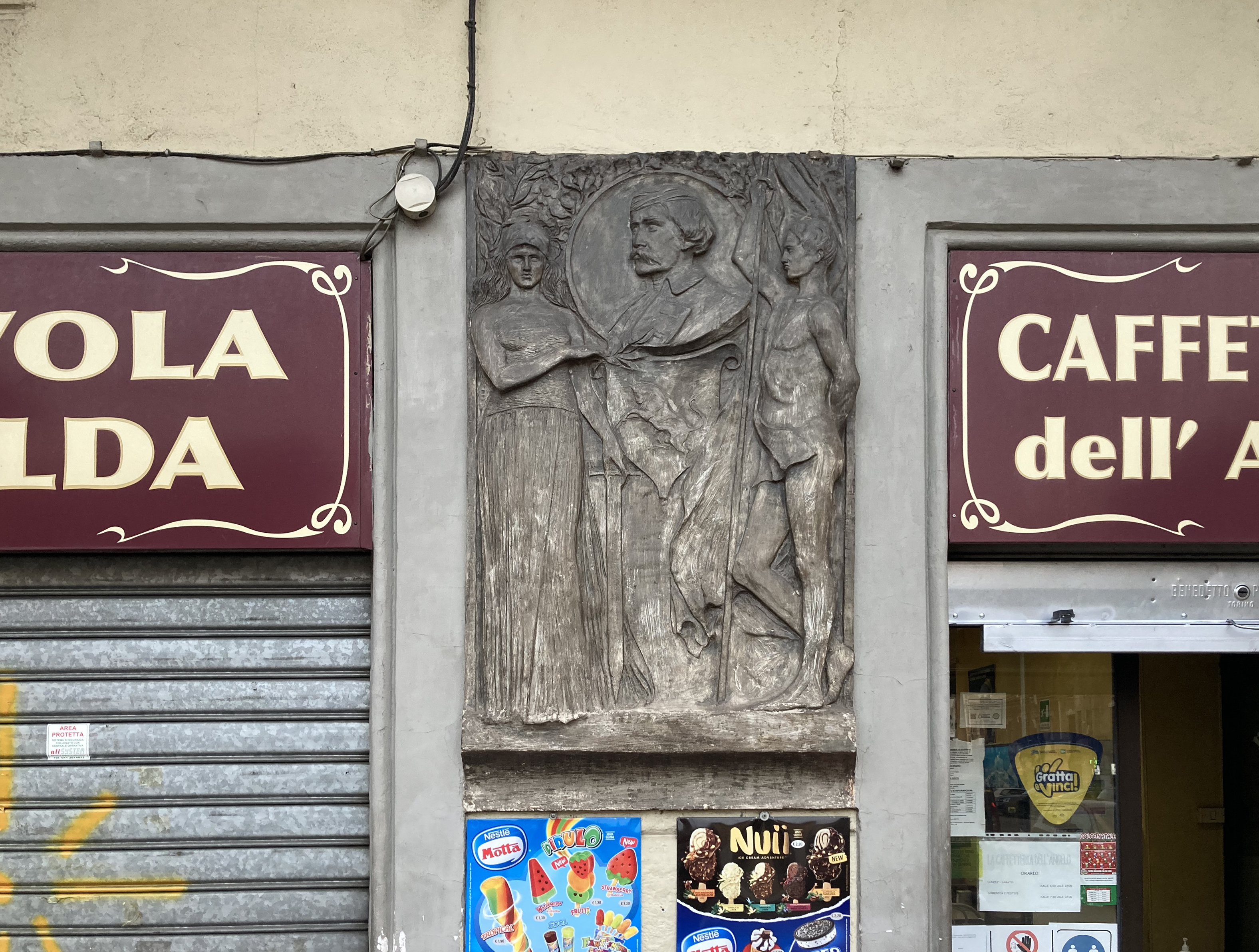
Bassorilievo raffigurante Pietro Micca, in via Vibò 37b

- Ex Officine Savigliano (lungo corso Mortara), esempio di architettura industriale, costruite del 1912 su progetto di Enrico Bonicelli[18], ora riconvertite ad uso commerciale e galleria di passeggio
- Case Popolari dello IACP: Borgo Vittoria ospita alcune "isole" realizzate, in anni diversi, per ospitare blocchi di abitazioni destinati alle classi meno abbienti. Alcuni di questi nuclei meritano uno sguardo in quanto rappresentano degli esempi di architettura che, rifiutando le impostazioni razionaliste, tentano di integrarsi con l'ambiente urbano circostante, come il 16º Quartiere IACP "Vittorio Veneto" (delimitato da via Sospello, via Bibiana, corso Grosseto e via Chiesa della Salute, edificato tra il 1928 e il 1930[19] su progetto di Umberto Cuzzi [20]); altri riflettono ancora il rigore d'inizio secolo XX, pur avendo una certa dignità architettonica, come il 6º Quartiere IACP (i cui ingressi affacciano su via Villar 36 e 38, in prossimità di piazza della Vittoria), sorto nel 1910 sull'area della cascina Colombé, demolita poco prima[21]
- Chiesa di San Giuseppe Cafasso (corso Grosseto 72), opera di Felice Bardelli datata al 1956, progettata nel solco della tradizione legata allo stile Novecento, specialmente nella monumentalità di certe scelte espressive[22]
- Bassorilievo raffigurante Pietro Micca, di gusto Liberty, affisso in piazza della Vittoria sull'edificio tra via Valfenera e via Vittoria

### Memorie della Resistenza

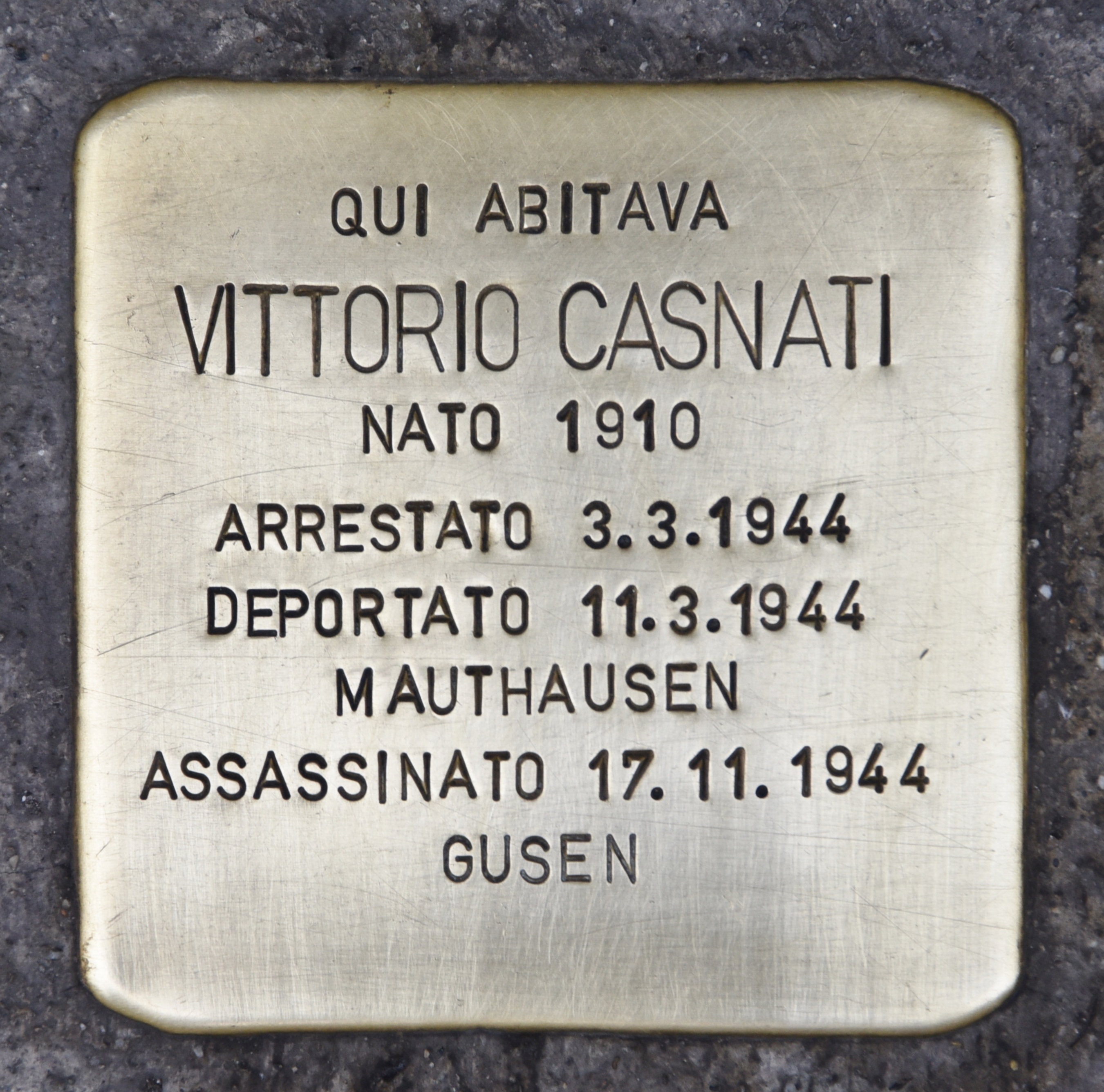
Pietra d'inciampo (Stolperstein) a ricordo di Vittorio Casnati

Anche in Borgo Vittoria, così come nel resto della città, sono presenti alcune lapidi dedicate ai martiri antifascisti, affisse in prossimità dei luoghi che videro la loro esecuzione in quanto sostenitori della Resistenza o dove caddero durante l'insurrezione di Torino (aprile 1945), sullo scorcio finale del secondo conflitto mondiale:
- - in largo Giachino (lato sud-est), sulla spalla dell'ex ponte sulla ferrovia Cirié-Lanzo, oggi coperta, una singola lapide ricorda i partigiani Renato Lavezzaro, Salvatore Novelli e Arnaldo Zanotti[24];
  - in via E. Giachino al numero 24 due targhe distinte ricordano Almerigo Duò (+ 23 gennaio 1945) e Adriana Minetto (+ 25 aprile 1945);
  - in via E. Giachino al numero 36 è ricordato Costantino Merlin (+ 26 aprile 1945). La lapide riporta il nome errato ("Costatino");
  - in via Stradella 16 (edificio oggi non più esistente) si trovava una lapide a memoria di Emilio Mussa (+ 27 aprile 1945);
  - in via Stradella al numero 34, all'angolo con via Chiesa della Salute, è ricordato Erminio "Edi" Franchetti (+ 27 aprile 1945);
  - in via Stradella al numero 60 è ricordato Giovanni Corona (+ 27 aprile 1945);
  - in via P. Veronese 144 una singola targa ricorda Giovanni Toso e Renato Saggioro (+ 26 aprile 1945);
  - in via Ala di Stura 99, all'angolo con via Reiss Romoli, è ricordato Francesco Pietro Gibelli (+ 12 dicembre 1944);
  - in via Reiss Romoli 49 bis una singola targa ricorda Ermanno Robotti ed Ettore Valli (+ 26 aprile 1945);
  - in via Reiss Romoli 114 è ricordato Giuseppe Ghiotti  (+ 26 aprile 1945).
  - all'altezza di via Reiss Romoli 71, in un'aiuola, è stato collocato un cippo celebrativo del 40º anniversario della Liberazione (al quale è stata affissa un'ulteriore targa affissa in occasione del 50°).
- "Pietra d'inciampo" (Stolperstein) dedicata al martire del nazifascismo Vittorio Casnati (1910-1944); si trova sul marciapiede davanti al n. 73 di via Chiesa della Salute, dove Casnati viveva con la famiglia (allora il numero civico era però il 67) e dove venne catturato; a causa delle sue attività antifasciste, fu deportato prima a Mauthausen e poi a Gusen, dove morì[25].
- La stessa via Errico Giachino è una memoria della Resistenza, essendo stata intitolata, solo dopo la Liberazione, al partigiano e medaglia d'oro al Valor Militare[26] Enrico "Erich" Giachino (+ 5 aprile 1944), il cui nome rimpiazzò quello del fascista Gustavo Doglia, al quale la via era stata intitolata nel 1927[27].

## Strade principali e viabilità

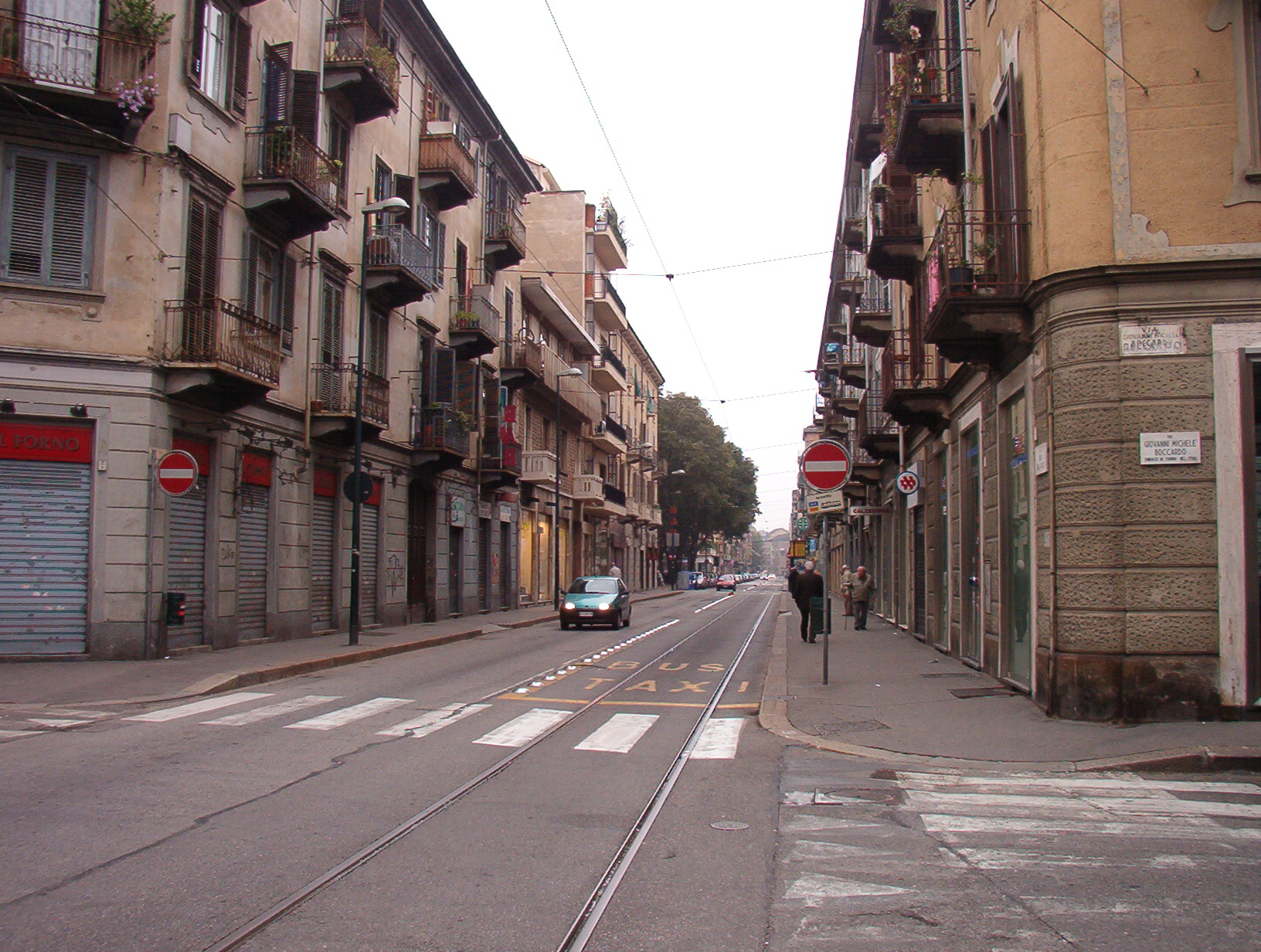
Via Chiesa della Salute in Borgo Vittoria

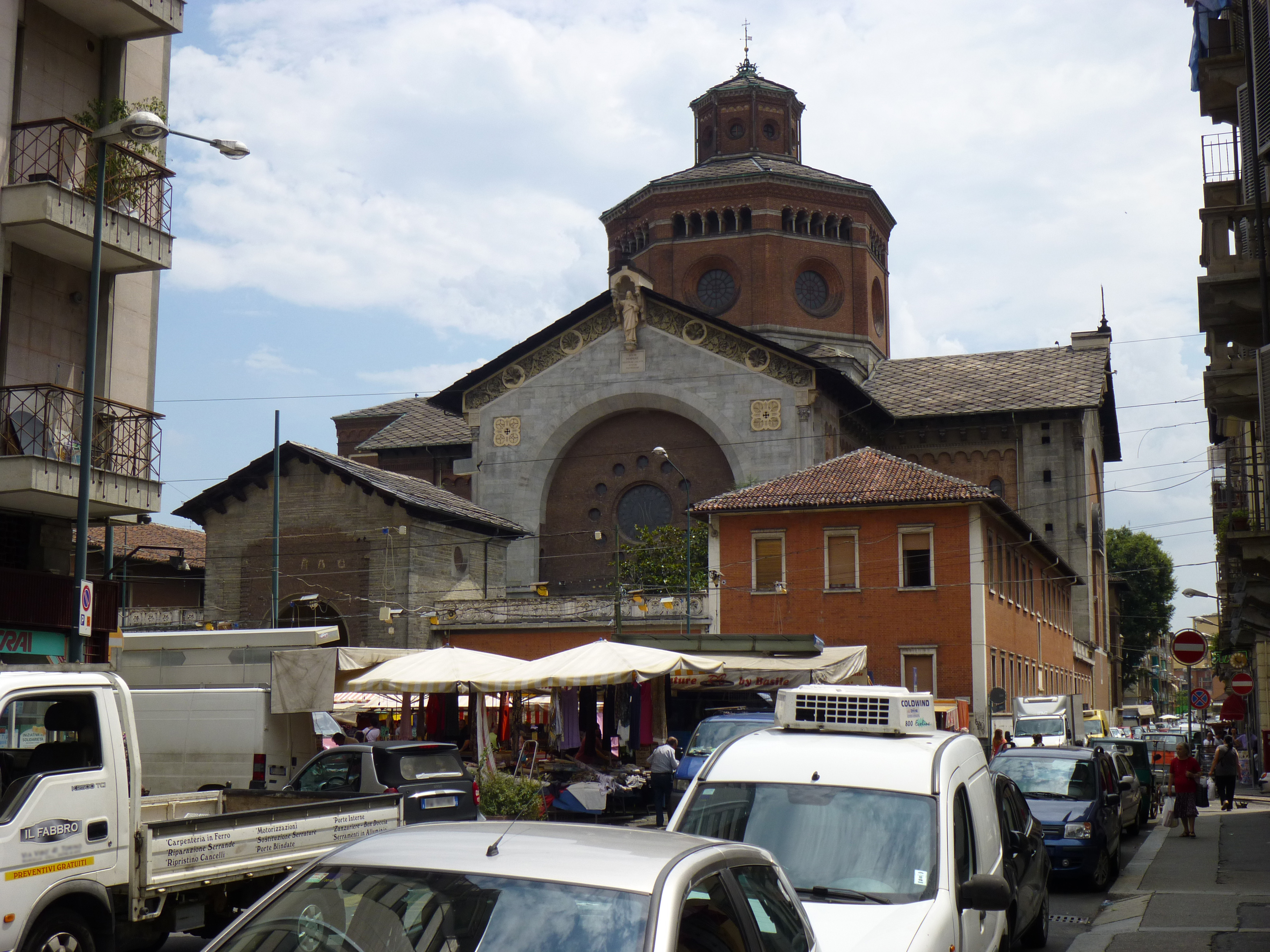
Chiesa della Salute e mercato di piazza della Vittoria, scorcio da via Vibò

Il centro del quartiere è identificabile nel Santuario di Nostra Signora della Salute e nelle piazze a questa adiacenti, tra le quali grande importanza riveste piazza della Vittoria, sede di un popolare e frequentato mercato all'aperto, attivo sei mattine alla settimana (sabato tutto il giorno). 

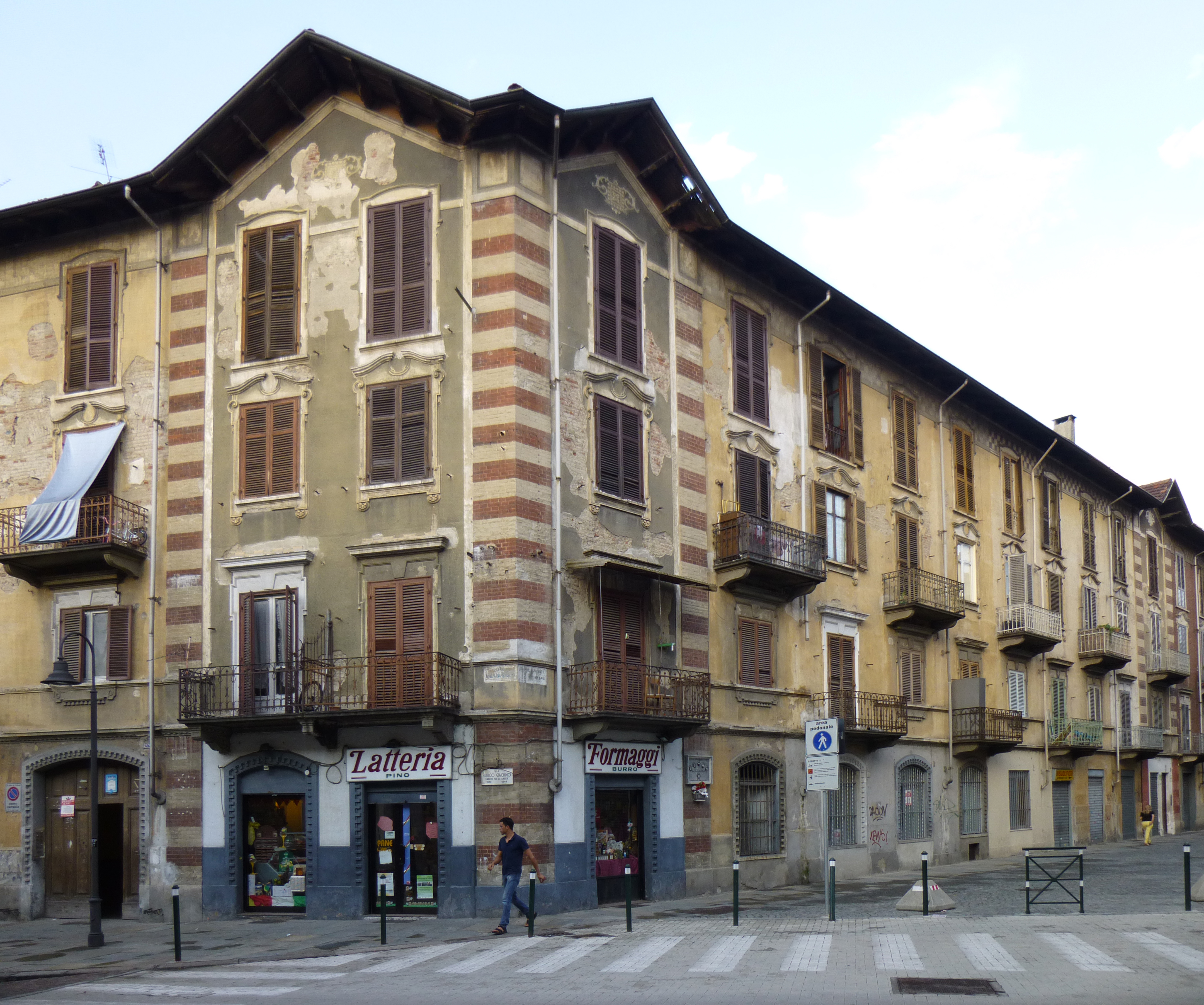
Casa e opificio Hänhel in via Giachino angolo via Gramegna

Via Chiesa della Salute, con i suoi numerosi negozi, rappresenta la principale arteria del borgo con la vocazione per il piccolo commercio: essa deve il suo nome al fatto di essere tangente al santuario dedicato a Nostra Signora della Salute.
Le altre principali arterie sono corso Venezia, in fase di profonda ristrutturazione viaria, corso Grosseto, via Breglio, anch'essa ricca di negozi, via Stradella, via Cardinal Massaia, via Reiss Romoli, con la presenza di molte realtà industriali e di servizi.
Rimarchevole è via Errico Giachino, il cui tracciato è preesistente alla nascita di Borgo Vittoria. Sino al 1927 era nota come Strada Provinciale di Lanzo; questa via e le sue adiacenze sono caratterizzate da alcuni interessanti edifici costruiti a cavallo dei secoli XIX e XX.

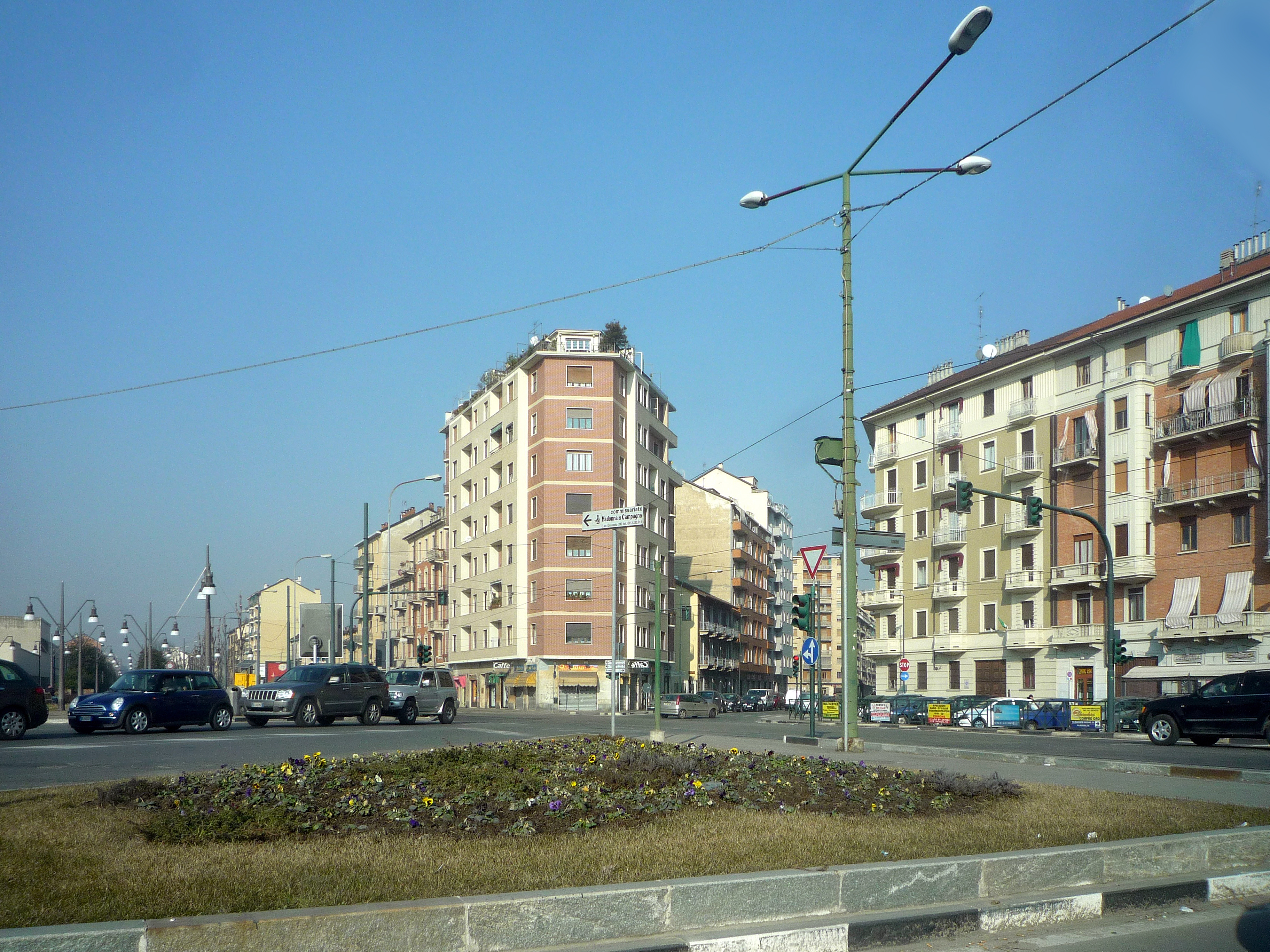
Largo Giachino

Molti i nodi viari principali e molto trafficati del quartiere, ad esempio largo Giachino e l'incrocio tra via Chiesa della Salute e via Breglio. 
In corso Grosseto si trova l'imbocco per la superstrada Torino-Caselle, che permette anche l`accesso alla tangenziale Nord da cui si raggiungono l'autostrada Torino-Aosta e l'autostrada Torino-Milano.
La porzione sud del quartiere è attraversata dalla ferrovia Torino-Ceres, un tempo completamente a cielo aperto: oggi, dopo l'interramento della linea alla fine degli anni Ottanta e la sovrastante realizzazione di un lungo percorso ciclopedonale, essa è ravvisabile all'esterno solo grazie alle Stazioni di Torino Dora e Madonna di Campagna.
Lungo il margine orientale di Borgo Vittoria, definito da corso Venezia, transita la linea ferroviaria per Milano. Oggi anch'essa è stata interrata, dopo aver caratterizzato per molti decenni il panorama e determinato un ostacolo viario con l'adiacente quartiere Barriera di Milano. 
I lavori di interramento della linea, motore di un profondo rinnovamento urbanistico di questo angolo di città e del collegamento diretto tra i quartieri prima separati, hanno causato la scomparsa della piccola stazione di Torino Dora, che si trovava all'estremo margine sud-est del borgo, pressoché al centro dell'attuale piazza Baldissera mentre una nuova stazione a servizio della linea per Milano è stata costruita più a nord.

## Aree verdi

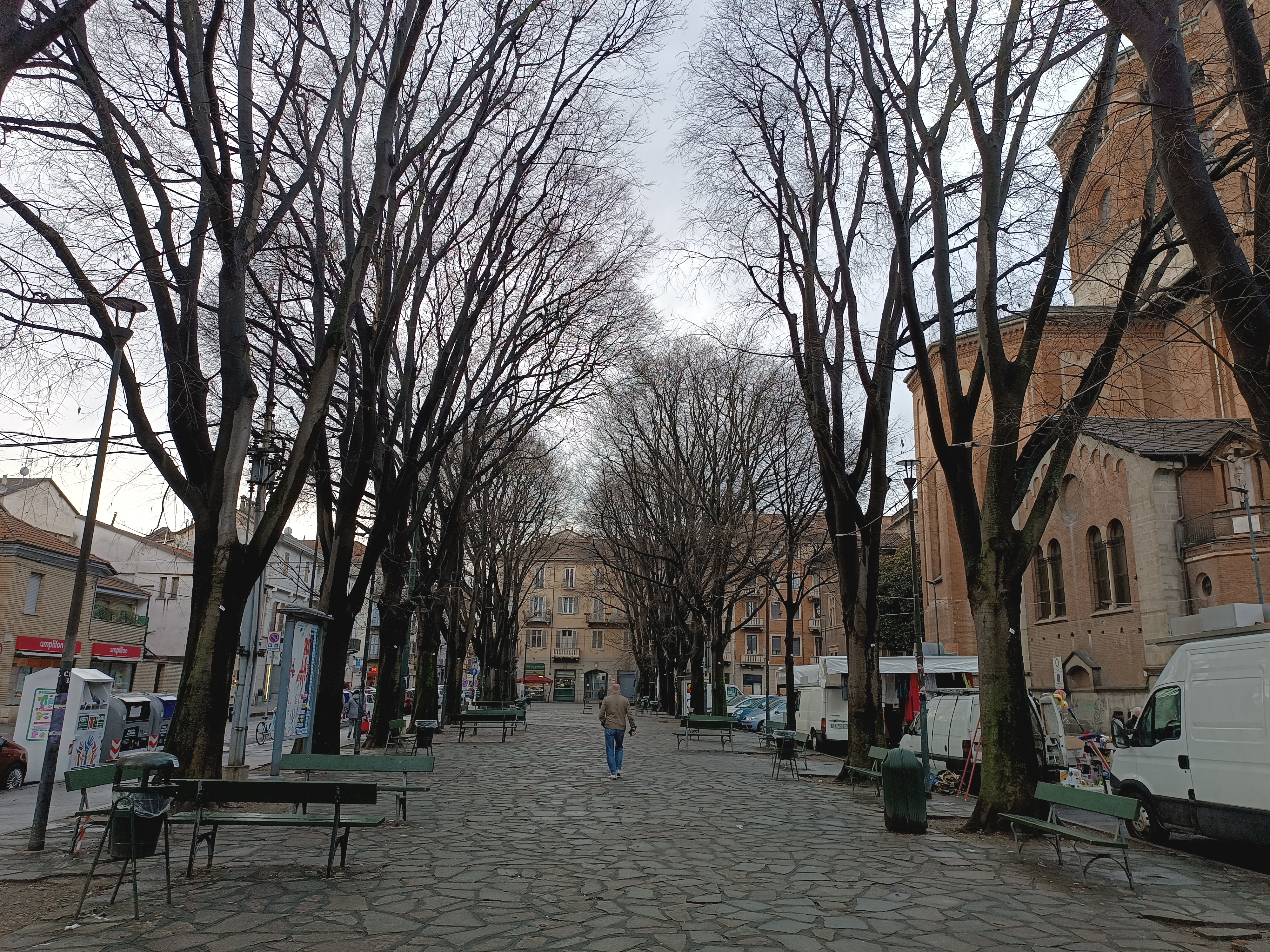
Area verde in Via Chiesa della Salute

- L'alberato piazzale Giuseppe Allievo, con area attrezzata a parco giochi, tra le vie Bibiana, Villar, Roccavione e Vibò
- Piazza Chiesa della Salute, a ridosso della parte posteriore dell'omonimo edificio
- Il giardino don Carlo Gnocchi, delimitato dalle vie Casteldelfino, Sospello e Campiglia. Sino al 1970, la porzione nord del futuro giardino, in linea con via Sospello, era occupata dal cimitero di Madonna di Campagna (la chiesa omonima sorge poco distante)[29]
- La parte ovest del Parco Sempione
- L'area alberata con parco giochi all'angolo tra le vie Chiesa della Salute e Giuseppe Massari
- Il Parco "Rubbertex", a cavallo di via Paolo Veronese
- Le aree periferiche a nord di via Reiss Romoli (tra cui una dedicata al Tiro a Segno[30]) e le sponde (non facilmente accessibili) della Stura di Lanzo

## Borgata Vittoria oggi e la Spina 3

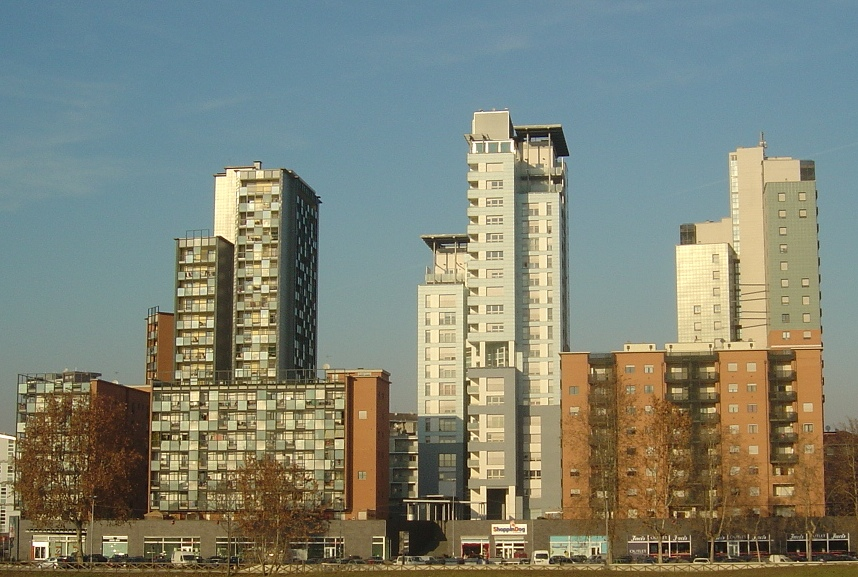
Le Torri Michelin Nord su corso Mortara

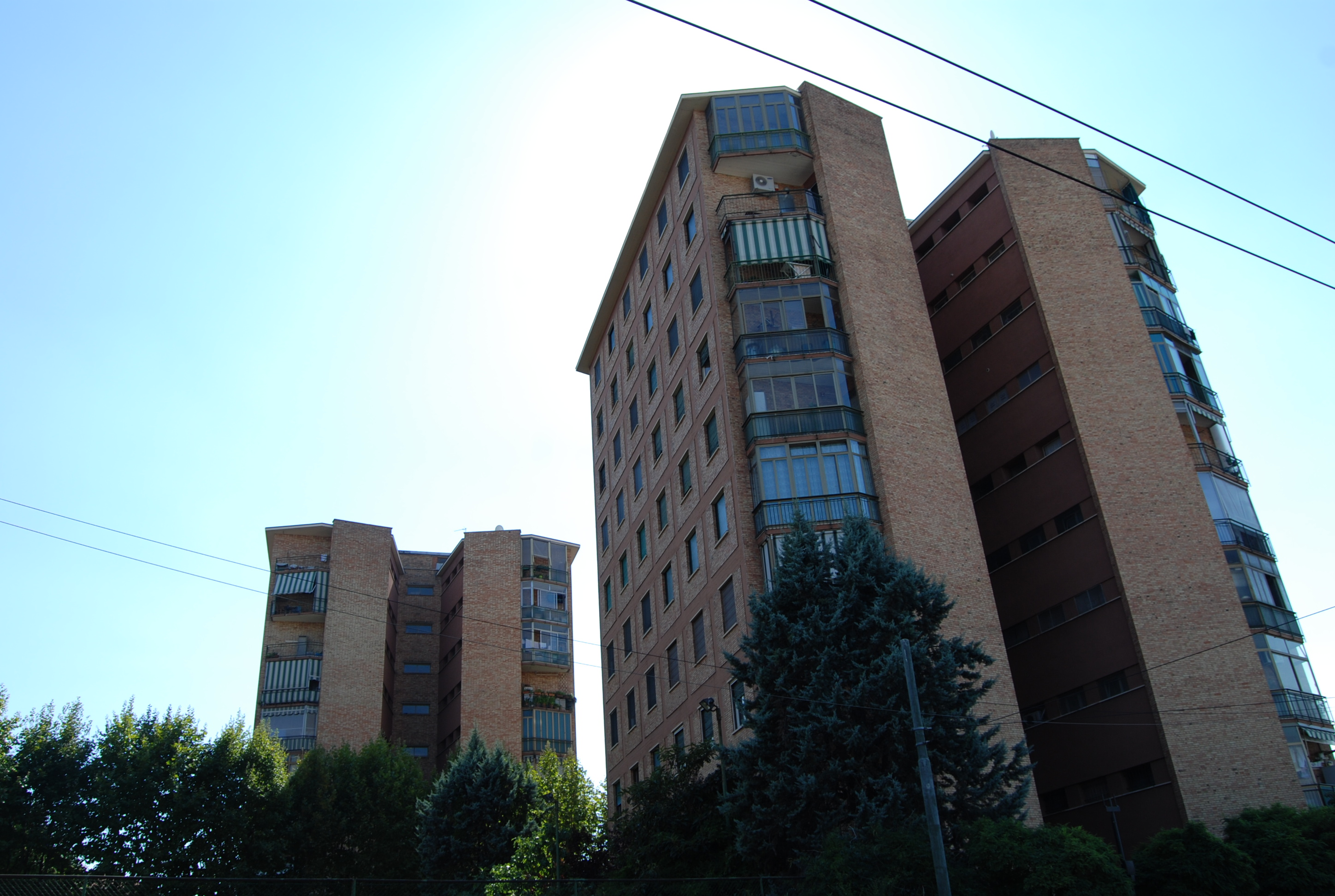
Torri popolari situate su via Massari.

Per Spina 3 s'intende una vasta area di riconversione di tutta l'area centro-nord di Torino, nel contesto di una più ampia trasformazione, detta Spina Centrale, i cui cantieri partirono intorno all'anno 2000 circa. La Spina 3, oltre che Borgata Vittoria, coinvolse anche i vicini quartieri San Donato e Madonna di Campagna. Ancora oggi, i media chiamano spesso quest'area semplicemente Spina 3.
Anche grazie a questo intervento, Borgo Vittoria si è confermato tra i principali sbocchi viari della città verso nord, attraverso la zona compresa tra corso Mortara, via Orvieto, via Tesso, via Giachino e via Udine.
Nella Spina 3 fu costruito, in occasione dei XX Giochi Olimpici Invernali del 2006, uno dei Villaggi Media destinati a ospitare gli atleti; la porzione appartenente a Borgo Vittoria è caratterizzata da un complesso edilizio formato da tre blocchi di edifici alti circa 70 metri, detti “Torri Michelin Nord”. Dopo i Giochi, le Torri furono riconvertite a edifici residenziali e pubblici.
L'abbattimento della sopraelevata di corso Mortara, costruita all'inizio degli anni Settanta, ha consentito il ricongiungimento, visivo e concreto, coi quartieri confinanti di San Donato e Madonna di Campagna, tramite la realizzazione di una grande rotonda (tra via Orvieto e corso Mortara), di un articolato sottopasso stradale, con uscite in via Borgaro e corso Potenza, e di un nuovo modernissimo ponte sulla Dora, che affianca il precedente (oggi pedonalizzato) intitolato ad Amedeo IX.
Altro significativo intervento in detta area è stato il recupero del grande complesso delle ex Officine Savigliano, su corso Mortara, oggi ridenominato S.N.O.S. Center. La struttura ospita un centro commerciale, uffici e loft.

## Servizi al cittadino
In via del Ridotto si trova il Poliambulatorio specialistico della ASL Città di Torino, diviso tra due edifici al numero 3 ed al numero 9, un tempo rispettivamente sedi mutualistiche MALF e INAM.

## Trasporto pubblico
Il quartiere è servito da 1 stazione ferroviaria stazione di Torino Rebaudengo Fossata di RFI. 
È servito anche dalla rete di trasporto pubblico urbano e suburbano del GTT, con le linee bus: 2, 10 Navetta, 10 festivo, 11, 11 festivo, 21, 22, 52, 60, 62, 62 festivo, 67 festivo, 75, 75/, 77, 90 e 91, nonché dalla linea GTT "10 Nightbuster". È servito anche dalla rete di trasporto pubblico extraurbano GTT con le linee bus 1085, 3092, 3106, 3165, 3329 e 3545.